# Don Abbondio
Don Abbondio  è un personaggio immaginario presente ne I promessi sposi, romanzo di Alessandro Manzoni.
Di fatto, la figura del religioso, dopo il preambolo, apre la narrazione del celebre romanzo. È una persona titubante, meschina, codarda, che si sottrae alle difficoltà e agli ostacoli che incontra e come scrive Manzoni è Un vaso di terra cotta in mezzo a tanti vasi in ferro.

## Caratteristiche del personaggio

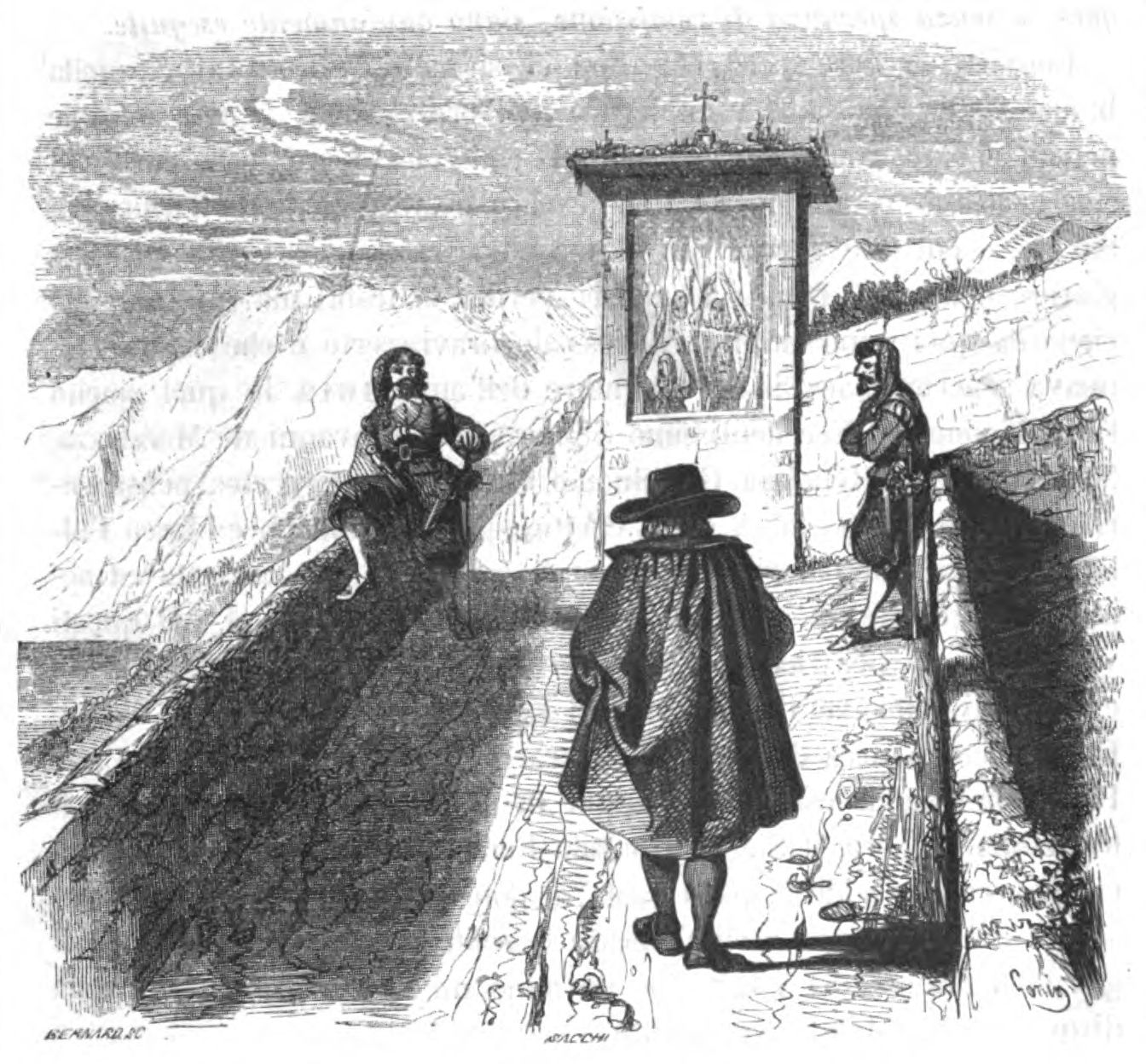
Don Abbondio incontra i bravi

Don Abbondio è il parroco del paesino in provincia di Lecco, ed è il primo personaggio che Manzoni fa incontrare al lettore, dopo l'introduzione geografica-storica con cui inizia il romanzo.
[...] Il nostro Abbondio, non nobile, non ricco, coraggioso ancor meno, s'era dunque accorto, prima quasi di toccar gli anni della discrezione, d'essere, in quella società, come un vaso di terra cotta, costretto a viaggiar in compagnia di molti vasi di ferro.»

Famoso è il modo in cui rivolge a Renzo Tramaglino, per confonderlo con un uso mistificatorio e prevaricatore di frasi latine oscure per il suo interlocutore: 
(I promessi sposi, cap. II)

Un'altra battuta famosa di don Abbondio, poi diventata proverbiale, è all'inizio dell'VIII capitolo, in cui, mentre distrattamente legge sulla poltrona, rumina tra sé e sé: 
Il personaggio è descritto dal punto di vista fisico: ha due occhi grigi, una bassa statura e una costituzione corpulenta, ”Due folte ciocche di capelli, (…), due folti sopraccigli, due folti baffi, un folto pizzo, tutti canuti, e sparsi su quella faccia bruna e rugosa, potevano assomigliarsi a cespugli coperti di neve” (cap. VIII). La sua età non viene precisata, ma nel cap. I si dice che "il pover'uomo era riuscito a passare i sessant'anni, senza gran burrasche". Il curato è dunque nato prima del novembre 1568. Il casato del personaggio, come dice il Manzoni stesso, non è citato nel manoscritto da cui l'autore dichiara di aver tratto la vicenda romanzesca.
L'autore, indulgente e pietoso verso don Abbondio, unisce l'impegno di una denuncia dell'egoismo, che è alla radice della viltà del prete, all'esaltazione di quell'ideale etico-religioso che il pavido curato mai ha seguito con fermezza di coscienza. Ideale che si ritroverà nella figura del Cardinale Federigo. Scrive Francesco De Sanctis: "Come in don Rodrigo, così in don Abbondio il senso del bene e del male è oscurato, e il mondo è guardato giudicato attraverso di un'atmosfera viziata. Il demonio del potente don Rodrigo è l'orgoglio; il demonio del debole don Abbondio è la paura. La contraddizione fra il suo dovere e la sua paura genera una situazione di un comico tanto più vivace, quanto più egli cerca di dissimularla. E la dissimulazione non è già ipocrisia e doppiezza, che lo renderebbe odioso e spregevole, ma è un fenomeno ella medesima della paura".

## Analisi del personaggio

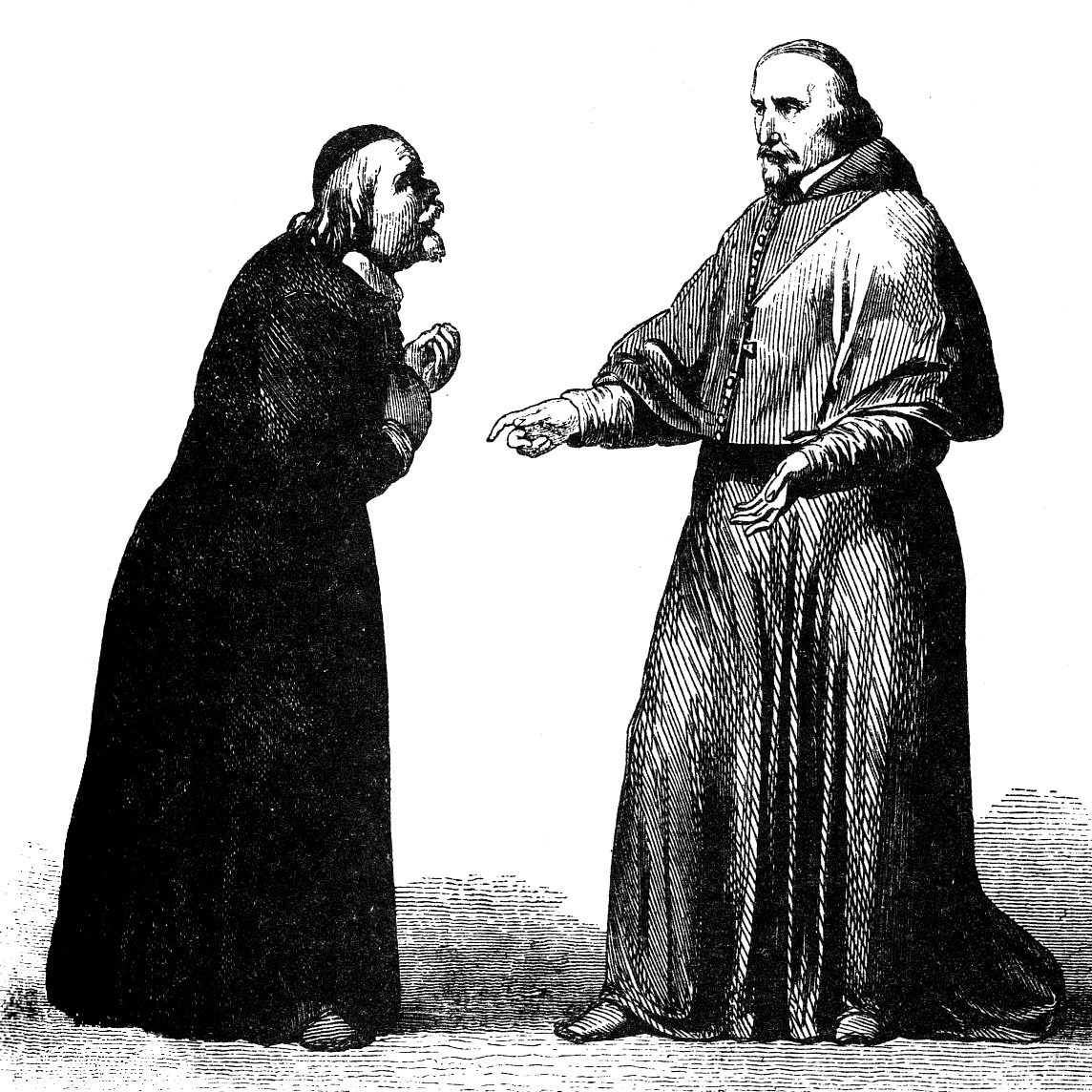
Don Abbondio e il Cardinal Federico Borromeo

Don Abbondio è un personaggio del romanzo I Promessi Sposi di Alessandro Manzoni: è il curato incaricato di sposare Renzo e Lucia, ma durante la sua consueta passeggiata incontra due bravi, sgherri di Don Rodrigo, che gli intimano di non celebrare il matrimonio. È un uomo codardo, pigro e schivo, che si sottrae davanti alle difficoltà e agli ostacoli che incontra. Il prete in un primo momento cerca di giustificarsi, allontanando da sé la responsabilità di tale scelta, tanto più che non ne ricaverà nessun guadagno, ma alla fine accondiscende alla volontà dei bravi.
Da quanto detto finora è evidente che Don Abbondio è una figura remissiva e vittima del tempo in cui vive: infatti è costretto a sottostare alle prepotenze dei signorotti locali. Il narratore ci informa che era di condizione non nobile e totalmente mancante di coraggio: esemplare è l'immagine del vaso di terracotta costretto a viaggiare tra vasi di ferro. Inoltre non aveva una reale vocazione, ma fu spinto dai propri genitori alla scelta sacerdotale per appartenere ad una classe sociale rispettabile e protetta, in grado di offrire anche una parziale sicurezza economica.
Manzoni sembra avere un giudizio molto netto nei confronti di quella parte del clero cattolico comprensiva verso i potenti, anche a danno degli umili; nei confronti del singolo Don Abbondio però sembra essere molto più indulgente cogliendo nelle sue debolezze una caratteristica comune al genere umano. Quando Don Rodrigo decide di impossessarsi di Lucia Mondella, fa minacciare dai bravi il curato (Don Abbondio) del paese, durante la sua solita passeggiata serale e:
Debole ed impaurito, don Abbondio diventa irragionevole e non segue il dovere di sposare Renzo e Lucia, cedendo alle minacce. Renzo e Lucia escogitano dunque il matrimonio a sorpresa, ma quando si trovano di fronte al curato, non fanno in tempo a pronunciare la formula che li renderebbe a tutti gli effetti sposi che Don Abbondio, compreso l'inganno, fugge. Il curato viene richiamato al suo dovere dal cardinale Federigo Borromeo, che gli affida il compito di ricondurre Lucia, rapita dall'Innominato, presso la casa della madre. Don Abbondio svolge il compito affidatogli, spaventato a morte, perché dubita della sincera conversione dell'Innominato, che interpreta come un inganno.
Dopo la discesa dei Lanzichenecchi, sia pur controvoglia, si rifugia, costretto da Perpetua, nel castello dell'Innominato, sulla cui conversione nutre ancora seri dubbi. Nemmeno la tragedia della peste, che incide in modo vario ma ben riconoscibile nella vita e nella psicologia degli altri personaggi, fa giungere don Abbondio a un atteggiamento più generoso e comprensivo. Solo dopo che il dramma della malattia si è concluso, che la vita è tornata a scorrere come prima e che vi è l'assicurazione ufficiale che non vi è più alcun pericolo, data dalla morte di Don Rodrigo, Don Abbondio si convince a celebrare il matrimonio dei due promessi sposi.
L'esperienza della peste, che Don Abbondio ha vissuto sulla sua pelle, lo ha provato molto fisicamente (il curato è molto più magro e scarno di prima e ora cammina con un bastone), ma non psicologicamente. Il personaggio infatti non è stato soggetto ad una evoluzione; fino all'ultimo il curato dubita persino della reale morte di Don Rodrigo, ma se ne convince quando la notizia giunge ufficialmente. Egli rappresenta la Chiesa corrotta del Seicento: infatti costui è prete non per vocazione, bensì per le opportunità offerte dalla carica. Fra Cristoforo è in contrapposizione a Don Abbondio in quanto rappresenta la Chiesa giusta ed è mentore dei meno colti e dei più svantaggiati. Al contrario, il curato schiaccia con la sua cultura la povera gente.
Tra le interpretazioni del carattere di Don Abbondio c'è quella che Nazareno Padellaro mette in campo e che strappa un assenso ai lettori, un assenso che è solamente comico. «Don Abbondio riesce, senza irriverenza, a farci sorridere della santità, e non per qualche sua lieve imperfezione, ma per la troppa perfezione di essa. (...) L'uomo può essere nella vita galantuomo, santo e birbone. Il galantuomo non ha nulla a che fare né col santo né col birbone, i quali si trovano alla stessa distanza dal galantuomo, con cui non c'è nessuna via di comunicazione; mentre ce n'è una, non troppo difficile, tra la santità e la birberia: tanto è vero che si passa dall'una all'altra senza molta difficoltà». Tale considerazione vale per la mutatio dell'Innominato così come per Federico il santo, quando Don Abbondio, «costretto a dare delle risposte categoriche, (...) pone l'argomento base: "Sotto pena della vita" etc. Or chi non intende questo argomento? Federico il santo ed il mondo, il quale "ha il suo vangelo anch'esso, il suo vangelo di superbia e di odio e non vuole che si dica che l'amore della vita sia una ragione per trasgredire i comandamenti».

### Don Abbondio secondo Sciascia
Un interessante contributo (ancorché controcorrente rispetto alla critica "ufficiale" ed eterodosso rispetto al dogmatismo provvidenzialista) all'interpretazione di questa figura venne data da Leonardo Sciascia, corroborato in questo dalle tesi di Angelandrea Zottoli espresse nel suo Il sistema di don Abbondio. Scrive Sciascia:

### "Umorismo" - Pirandello

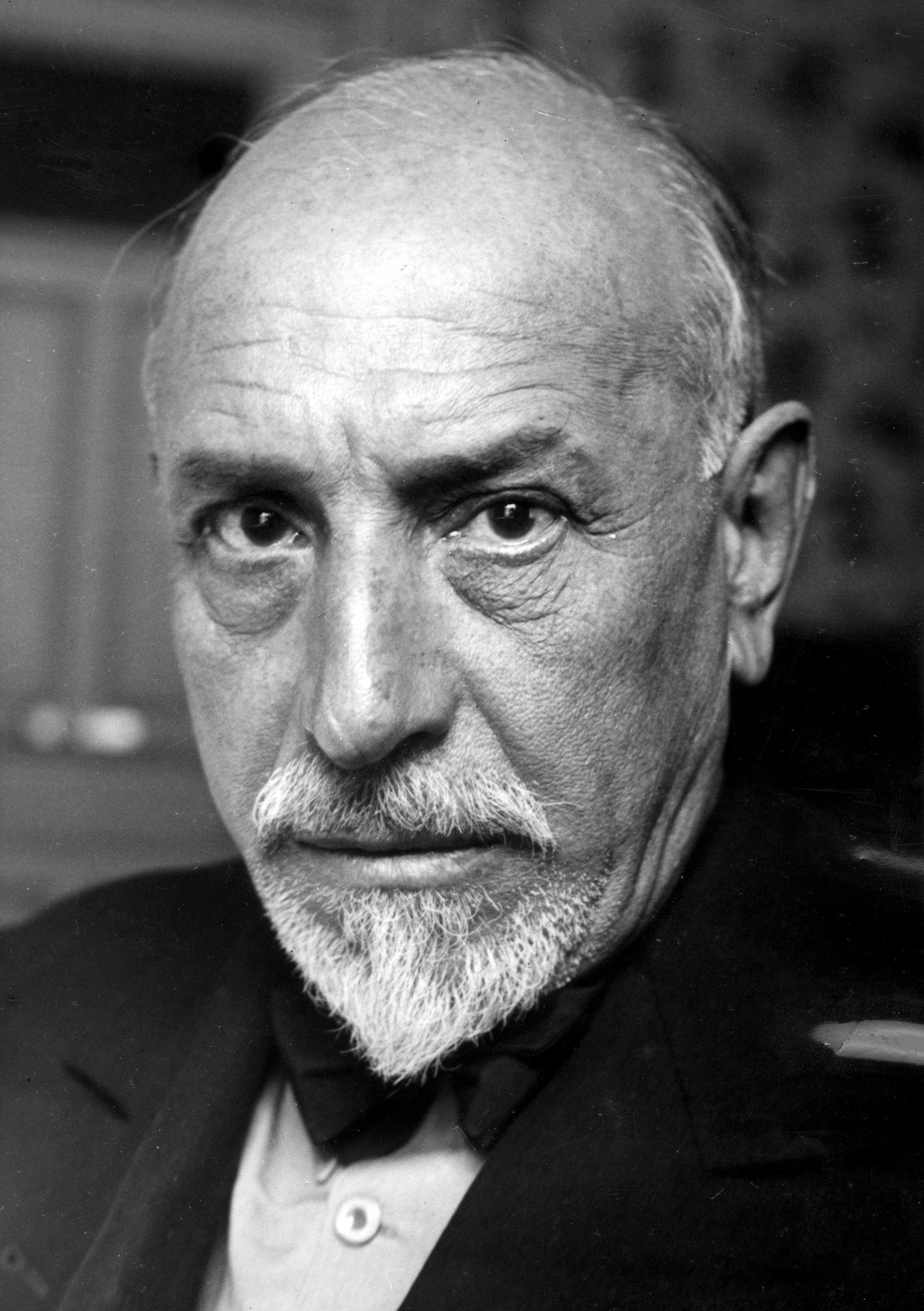
Luigi Pirandello

Nel saggio del 1908 scritto da Luigi Pirandello distingue tra comico e umoristico. Da principio don Abbondio suscita il riso anche perché come notò De Sanctis suscita il riso colui che teme qualsiasi cosa, anche la più insignificante. In realtà per il proprio comportamento il lettore dovrebbe provare odio e disprezzo nei confronti di questo personaggio.
Egli non aveva altra scelta, perché sicuramente una "schioppettata" da don Rodrigo gli sarebbe inevitabilmente arrivata e nemmeno una bella sorte sarebbe toccata a Renzo e Lucia. In quella situazione era necessario un prete-eroe e non un uomo pauroso quale il curato don Abbondio, un vaso di terracotta con vasi di ferro. È dunque don Abbondio un personaggio non comico ma umoristico.

## Interpreti in televisione e in teatro
Il personaggio è stato interpretato molte volte negli adattamenti teatrali, tra i quali quello comico di Davide Calabrese (I promessi sposi in dieci minuti).
In sceneggiati televisivi è stato impersonato da:
- Tino Carraro (nello sceneggiato Rai diretto da Sandro Bolchi, 1967);
- Alberto Sordi (nello sceneggiato Rai diretto da Salvatore Nocita, 1989);
- Massimo Lopez (nella parodia Rai del 1990);
- Paolo Villaggio (nella miniserie Mediaset diretta da Francesca Archibugi, 2004).